# Veronica rechingeri
Veronica rechingeri är en grobladsväxtart som beskrevs av M. A. Fischer. Veronica rechingeri ingår i släktet veronikor, och familjen grobladsväxter. Inga underarter finns listade i Catalogue of Life.